# Husseren-Wesserling
Husseren-Wesserling é uma comuna francesa na região administrativa de Grande Leste, no departamento Alto Reno. Estende-se por uma área de 5,08 km². Em 2010 a comuna tinha 1 059 habitantes (densidade: 208,5 hab./km²).